# Beatriz de Vermandois
Beatriz de Vermandois (ca. 880 — depois de 931) era filha de Herberto I de Vermandois, Conde de Vermandois.
Casou-se em 895 com Roberto I de França, Marquês de Nêustria, que em 922, tornou-se Rei da França. Tiveram dois filhos:
- Ema da França, casada em 918 com Raul I de França.
- Hugo, o Grande, marquês de Nêustria e Duque da França.

## Nota
- Este artigo foi inicialmente traduzido, total ou parcialmente, do artigo da Wikipédia em francês cujo título é «Béatrice de Vermandois», especificamente desta versão.